# 2687 Tortali
2687 Tortali este un asteroid din centura principală, descoperit pe 18 aprilie 1982 de Martin Watt.